# A.C.A.B.

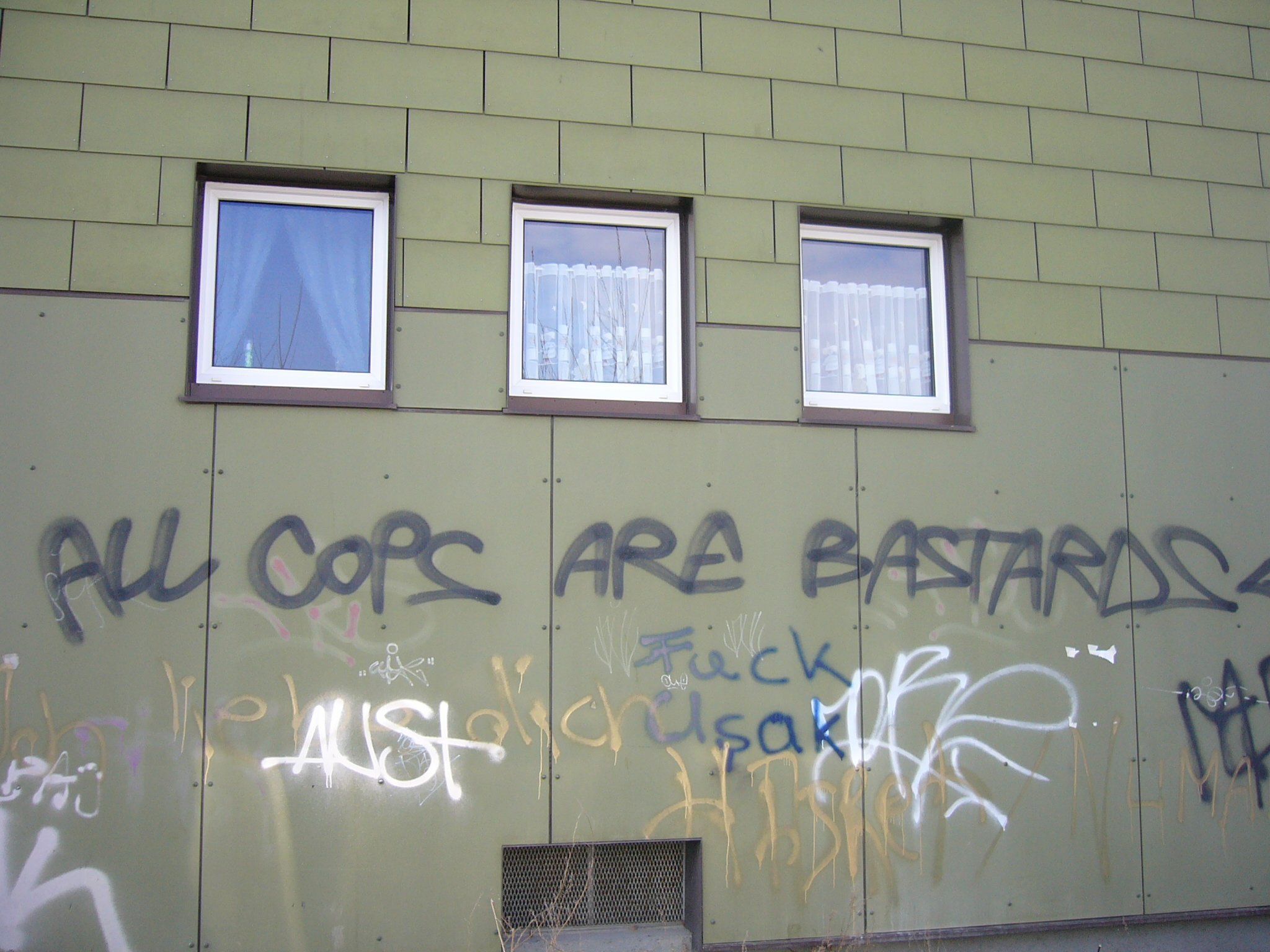
Graffiti

A.C.A.B. är en engelsk förkortning som står för All Cops Are Bastards (ung: alla poliser är skitstövlar).
Förkortningen förekommer i dokumentären We Are the Lambeth Boys(en) från 1959, och på 1970- och 1980-talet blev uttrycket vanligt bland punkare och skinnskallar. 1982 kom London-bandet The 4-Skins ut med ett album med låten All Coppers Are Bastards. 
Ibland byts akronymen ut till sifferkombinationen 1312 (1=a, 3=c, 1=a, 2=b).
Förkortningen fick år 2020 stor spridning på sociala medier efter att George Floyd avlidit under ett polisingripande. 